# Svetlana Yershova
Svetlana Vadímovna Yershova –en ruso, Светлана Вадимовна Ершова– (Vorónezh, 14 de marzo de 1994) es una deportista rusa que compite en halterofilia.
Ganó dos medallas de plata en el Campeonato Europeo de Halterofilia, en los años 2019 y 2021, ambas en la categoría de 55 kg.

## Palmarés internacional
| Campeonato Europeo | Campeonato Europeo | Campeonato Europeo | Campeonato Europeo |
| Año                | Lugar              | Medalla            | Categoría          |
| ------------------ | ------------------ | ------------------ | ------------------ |
| 2019               | Batumi (Georgia)   | Medalla de plata   | 55 kg              |
| 2021               | Moscú (Rusia)      | Medalla de plata   | 55 kg              |